# Дуду Джорджеску
Дуду Джорджеску (рум. Dudu Georgescu, нар. 1 вересня 1950, Бухарест) — румунський футболіст, що грав на позиції нападника. По завершенні ігрової кар'єри — тренер. Футболіст року в Румунії (1976) та один з найкращих нападників в історії румунського футболу.
Виступав, зокрема, за клуб «Динамо» (Бухарест), а також національну збірну Румунії. Дворазовий володар «Золотого бутсу», призу найкращому бомбардирові європейських чемпіонатів. 4 рази поспіль ставав найкращим бомбардиром чемпіонату Румунії. Знаходиться на першому місці за кількістю голів у вищому дивізіоні чемпіонату Румунії — 252 м'яча.

## Клубна кар'єра
Народився 1 вересня 1950 року в місті Бухарест. Почав кар'єру в молодіжному складі клубу «Прогресул» в 1962 році, куди його привів його брат. За кожну перемогу молодим футболістам давали шоколадки. 30 серпня 1970 року, у віці 20-ти років, він дебютував у першій команді клубу в матчі з «Клужем», що завершився перемогою «Прогресула» 1:0. За Прогресул Джорджеску провів три сезони. 
У 1973 році він перейшов в клуб «Решица», там відіграв півроку і перейшов у стан лідера румунського футболу, клуб «Динамо» (Бухарест). У «Динамо» Джорджеску провів 10 сезонів. З клубом він чотири рази виграв чемпіонат Румунії, 4 рази був срібним призером чемпіонату Румунії і 1 раз виграв Кубок Румунії. Також за «Динамо» він виступав у єврокубках, де за 23 матчі, забив 17 голів. Всю кар'єру в «Динамо» Джорджеску переслідували травми: він зробив дві операції на лівому плечі, отримав кілька переломів, у нього були видалені меніски на обох ногах, отримав перелом малої гомілкової кістки, багато разів травмував щиколотки.
У 1975 і 1977 роках Джорджеску вигравав Золоту бутсу, приз, який вручається France Football найкращому бомбардирові європейських першостей. Перемогу в суперечці бомбардирів Джорджеску завойовував в останніх турах національного чемпіонату, наприклад в 1977 році, коли він забив 47 голів, 5 м'ячів він забив в останньому матчі чемпіонату Румунії.
Згодом з 1983 по 1987 рік грав у складі команд клубів «Бакеу», «Глорія» (Бузеу), «Флакера» (Морень) та «Мусчелул».
Завершив професійну ігрову кар'єру у клубі «Уніря» (Урзічень), за команду якого виступав протягом 1987—1988 років.

## Виступи за збірну
14 жовтня 1973 року дебютував в офіційних матчах у складі національної збірної Румунії у домашній зустрічі з Фінляндією. Востаннє зіграв за збірну 31 липня 1984 року в товариському матчі проти збірної Китаю. Протягом кар'єри у національній команді, яка тривала 12 років, провів у формі головної команди країни 44 матчі, забивши 21 гол. 

## Кар'єра тренера
Розпочав тренерську кар'єру невдовзі по завершенні кар'єри гравця, 1991 року, очоливши тренерський штаб клубу «Зімбру».
У сезоні 1991/92 Джорджеску був тренером «Корвінула», але не зміг врятувати клуб від вильоту. У наступному сезоні він керував протягом двох ігор «Решицою» після звільнення Іона Копечану, перед тим, як клуб очолив Дан Фіріцяну. Тим часом він працював у спортивно-культурному відділі Міністерства внутрішніх справ Румунії. 
До 2001 року Джорджеску тренув без особливого успіху нижчолігові клуби клубів, в тому числі «Аквіла» (Джурджу) з Дивізії C та «Дунеря» (Келераші) з Дивізії B, а також саудівський «Аль-Наджма». Пізніше він емігрував до Канади і поселився в Торонто, де заснував футбольну школу, а також працював з гравцями з канадської олімпійської збірної. Після декількох років проживання Джорджеску отримав канадське громадянство.
У травні 2004 року він повернувся до Румунії, але не зміг закріпитися там. Після роботи спостерігачем на іграх восени 2004 року тимчасово працював у Футбольній федерації Румунії. Проте в кінці 2005 року знову покинув країну і повернувся до Канади.

## Статистика
| 1969/70 | Прогресул         | Дивізіон 2 | 27 | ?  | ? | ? | 0 | 0 |
| 1970/71 | Прогресул         | Дивізіон 1 | 28 | 5  | ? | ? | 0 | 0 |
| 1971/72 | Прогресул         | Дивізіон 2 | 25 | ?  | ? | ? | 0 | 0 |
| 1972/73 | Прогресул         | Дивізіон 2 | 14 | ?  | ? | ? | 0 | 0 |
| 1972/73 | «Решица»          | Дивізіон 1 | 12 | 7  | ? | ? | 0 | 0 |
| 1973/74 | Динамо (Бухарест) | Дивізіон 1 | 33 | 21 | ? | ? | 4 | 5 |
| 1974/75 | Динамо (Бухарест) | Дивізіон 1 | 31 | 33 | ? | ? | 3 | 1 |
| 1975/76 | Динамо (Бухарест) | Дивізіон 1 | 32 | 31 | ? | ? | 2 | 0 |
| 1976/77 | Динамо (Бухарест) | Дивізіон 1 | 31 | 47 | ? | ? | 2 | 0 |
| 1977/78 | Динамо (Бухарест) | Дивізіон 1 | 33 | 24 | ? | ? | 2 | 1 |
| 1978/79 | Динамо (Бухарест) | Дивізіон 1 | 27 | 13 | ? | ? | 2 | 1 |
| 1979/80 | Динамо (Бухарест) | Дивізіон 1 | 19 | 9  | ? | ? | 2 | 4 |
| 1980/81 | Динамо (Бухарест) | Дивізіон 1 | 22 | 13 | ? | ? | 0 | 0 |
| 1981/82 | Динамо (Бухарест) | Дивізіон 1 | 24 | 11 | ? | ? | 5 | 3 |
| 1982/83 | Динамо (Бухарест) | Дивізіон 1 | 8  | 5  | ? | ? | 3 | 3 |
| 1983/84 | Бакеу             | Дивізіон 1 | 22 | 4  | ? | ? | 0 | 0 |
| 1984/85 | Глорія (Бузеу)    | Дивізіон 1 | 28 | 16 | ? | ? | 0 | 0 |
| 1985/86 | Глорія (Бузеу)    | Дивізіон 1 | 16 | 11 | ? | ? | 0 | 0 |
| 1986/87 | Флакера           | Дивізіон 1 | 4  | 2  | ? | ? | 0 | 0 |
| 1986/87 | Мусчелул          | Дивізіон 3 | ?  | ?  | ? | ? | 0 | 0 |
| 1987/88 | Мусчелул          | Дивізіон 3 | ?  | ?  | ? | ? | 0 | 0 |

## Титули і досягнення

### Командні
- Чемпіон Румунії (4):

«Динамо» (Бухарест): 1974/75, 1976/77, 1981/82, 1982/83
- Володар Кубка Румунії (1):

«Динамо» (Бухарест): 1981/82

### Особисті
- Найкращий бомбардир чемпіонату Румунії: 1974/75, 1975/76, 1976/77, 1977/78
- Володар Золотого бутсу: 1975, 1977
- Футболіст року в Румунії: 1976